# Nigel Haywood
Nigel Robert Haywood CVO (Betchworth, Surrey, 17 de març de 1955) és un diplomàtic britànic, Governador de les Illes Malvines i Comissionat de les Illes Geòrgia del Sud i Sandwich del Sud entre 2010 i 2014. Heywood va ser l'Ambaixador del Regne Unit a la República d'Estònia des de 2003 fins a 2008, i va ser cònsol general a Bàssora (Iraq) des del 2008 fins al 2010.
Haywood va treballar amb les tropes britàniques a la guerra de l'Iraq. És també un expert en biodiversitat. Va ser nomenat Governador de les Illes Malvines el 16 d'octubre de 2010.
Ha treballat al Ministeri de Relacions Exteriors i de la Mancomunitat de Nacions, ha estat cònsol general a Johannesburg i el 1996 va ser nomenat cap adjunt de la Delegació del Regne Unit a l'Organització per a la Seguretat i la Cooperació a Europa a Viena.

## Primers anys
Haywood va néixer a Betchworth, Surrey, però es va mudar a Cornualla (comtat natal de la seva mare) quan tenia nou anys, després de la mort del seu pare. Va estudiar al New College d'Oxford i després va assistir a la Reial Acadèmia Militar de Sandhurst abans de tornar a Oxford per estudiar lingüística. Haywood, un parlant de l'idioma còrnic, va ser nomenat Bard del Gorsedh Kernow el 1976, amb el nom bàrdic de Morer (àguila marina).

## Illes Malvines
El 2009 va ser nomenat Governador de les Illes Malvines i el Comissionat de les Illes Georgias del Sud i Sandwich del Sur.
Com a governador va dirigir les commemoracions pel 30è aniversari de la Guerra de les Malvines el 2012. Va criticar fortament el reclam de sobirania de l'Argentina sobre les Illes Malvines. La tensió amb Argentina va augmentar quan s'hi va iniciar l'exploració de petroli. Haywood també va utilitzar la seva posició per lloar la influència de la població xilena de les illes i promoure vincles amb Xile. Partidari de l'autodeterminació dels seus habitants, Haywood va decidir d'organitzar un referèndum sobre la sobirania el 2013.
L'abril de 2014 el Ministeri d'Afers Exteriors i de la Mancomunitat va reemplaçar-lo per Colin Roberts. El seu comiat es va celebrar el 24 de març amb una desfilada a Ross Road. Finalment, va exercir el seu càrrec cap a principis d'abril, quan John Duncan va exercir unes setmanes com a governador interí. Duncan després va ser designat governador de les Illes Verges Britàniques. Per la seva banda Roberts va iniciar les seves funcions el 29 d'abril de 2014.